# City of Kalgoorlie-Boulder
City of Kalgoorlie-Boulder is een Local Government Area (LGA) in de regio Goldfields-Esperance in West-Australië. Het bestuursgebied telde 29.306 inwoners in 2021. De hoofdplaats is Kalgoorlie. Het gebied staat voor zijn goudmijnindustrie gekend.

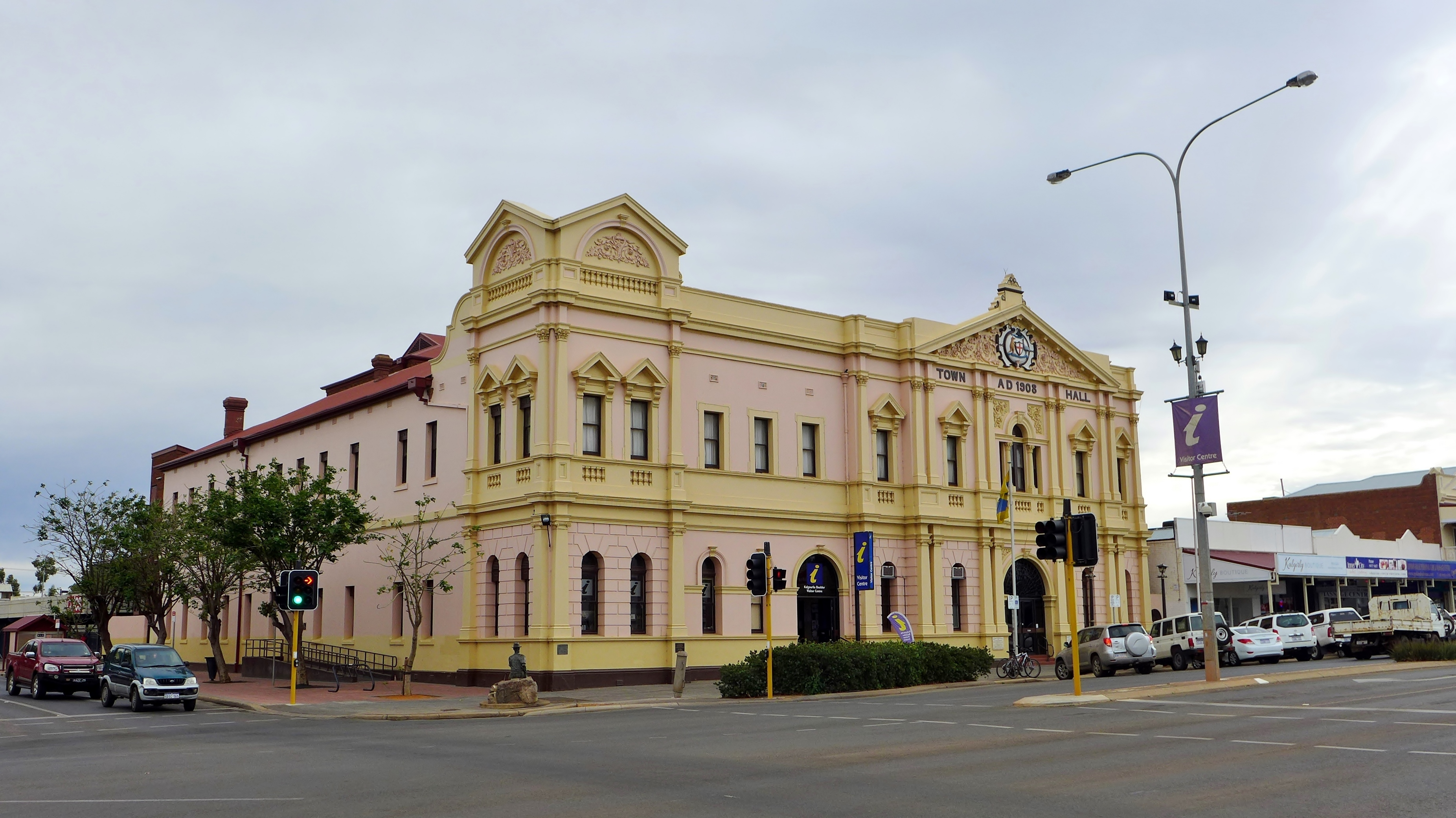
Kalgoorlie Town Hall

## Geschiedenis
In 1895 werden de 'Municipality of Kalgoorlie' en de 'East Coolgardie Road District' opgericht. In 1897 werd de 'Municipality of Boulder' opgericht en de 'East Coolgardie Road District' tot de 'Kalgoorlie Road District' hernoemd.
Naar aanleiding van de 'Local Government Act' van 1960 veranderden de drie bestuursgebieden van naam. De 'Municipality of Kalgoorlie' en de 'Municipality of Boulder' werden de 'Town of Kalgoorlie' en de 'Town of Boulder'. Het 'Kalgoorlie Road District' werd de 'Shire of Kalgoorlie'.
In juli 1969 fuseerden de 'Town of Boulder' en de 'Shire of Kalgoorlie' en werden de 'Shire of Boulder'. In 1989 werden de 'Shire of Boulder' en de 'Town of Kalgoorlie' samengevoegd en vormden de 'City of Kalgoorlie-Boulder'.

Evolutie bestuursgebieden

## Beschrijving
'City of Kalgoorlie-Boulder' is een bestuursgebied in de regio Goldfields-Esperance. Het ligt een kleine 600 kilometer ten oosten van de West-Australische hoofdstad Perth. Het bestuursgebied is ongeveer 95.575 km² groot. Er ligt 416 kilometer verharde en 990 kilometer onverharde weg. De belangrijkste wegen zijn de Goldfields Highway en de Great Eastern Highway. In 2021 telde 'City of Kalgoorlie-Boulder' 29.306 inwoners. In 2018-19 stelde het bestuur 275 fte's te werk.

## Plaatsen, dorpen en lokaliteiten

### Stadswijken
- Kalgoorlie
- Boulder
- Binduli
- Broadwood
- Brown Hill
- Fimiston
- Hannans
- Karlkurla
- Lamington
- Mullingar
- Parkeston

- Piccadilly
- Somerville
- South Boulder
- South Kalgoorlie
- Trafalgar
- Victory Heights
- West Kalgoorlie
- West Lamington
- Williamstown
- Yilkari

### Omliggende plaatsen
- Balagundi
- Balgarri
- Bardoc
- Black Flag
- Boorara
- Broad Arrow
- Bulong
- Coonana
- Cundeelee
- Emu Flat
- Feysville
- Forrest
- Gindalbie

- Golden Ridge
- Gudarra (het voormalige Paddington)
- Kanowna
- Kurnalpi
- Lakewood
- Loongana
- Mount Monger
- Mulgarrie
- Ora Banda
- Rawlinna
- Waverley
- Windanya
- Zanthus